# Nhân khẩu Liên Xô
Theo dữ liệu từ cuộc điều tra dân số Liên Xô năm 1989, dân số Liên Xô là 70% người Đông Slav, 12% người Thổ Nhĩ Kỳ và tất cả các nhóm dân tộc khác dưới 10%. Cùng với đa số 60% vô thần, có những nhóm thiểu số khá lớn của Kitô hữu Chính thống giáo Nga (khoảng 20%) và Hồi giáo (khoảng 15%).

## Thống kê nhân khẩu học
Các thống kê nhân khẩu học sau đây là từ phiên bản năm 1990 của CIA The World Factbook, trừ khi có quy định khác.

### Dân số
Dân số: 290.938.469 (tháng 7 năm 1990)

### Tỷ lệ gia tăng dân số
0,7% (1990)

### Tỷ lệ sinh thô
18 người sinh/1.000 dân (1990)

### Tỷ lệ tử vong thô
10 người chết/1.000 dân (1990)

### Tỷ lệ di chuyển ròng
0 người di cư/1.000 dân (1990)

### Tỷ lệ tử vong ở trẻ sơ sinh
24 người chết/1.000 ca sinh sống (1990)

### Tuổi thọ khi sinh
Nam 65 tuổi, nữ 74 tuổi (1990)

### Tổng tỷ suất sinh
2,4 trẻ em sinh ra/phụ nữ (1985)
2.528 trẻ em sinh ra/phụ nữ (1987)
2,26 trẻ em sinh ra/phụ nữ (1990)

### Quốc tịch
danh từ - Xô Viết; tính từ - Liên Xô

### Biết chữ
khoảng 99,9%

### Lực lượng lao động
Lực lượng lao động: 152.300.000 dân thường; 80% công nghiệp và các lĩnh vực phi nông nghiệp khác, 20% nông nghiệp; thiếu lao động lành nghề (1989)
Lao động có tổ chức: 98% công nhân là đoàn viên; tất cả các công đoàn được tổ chức trong Hội đồng Công đoàn Trung ương Liên minh (AUCCTU) và tiến hành công việc của họ dưới sự hướng dẫn của Đảng Cộng sản.

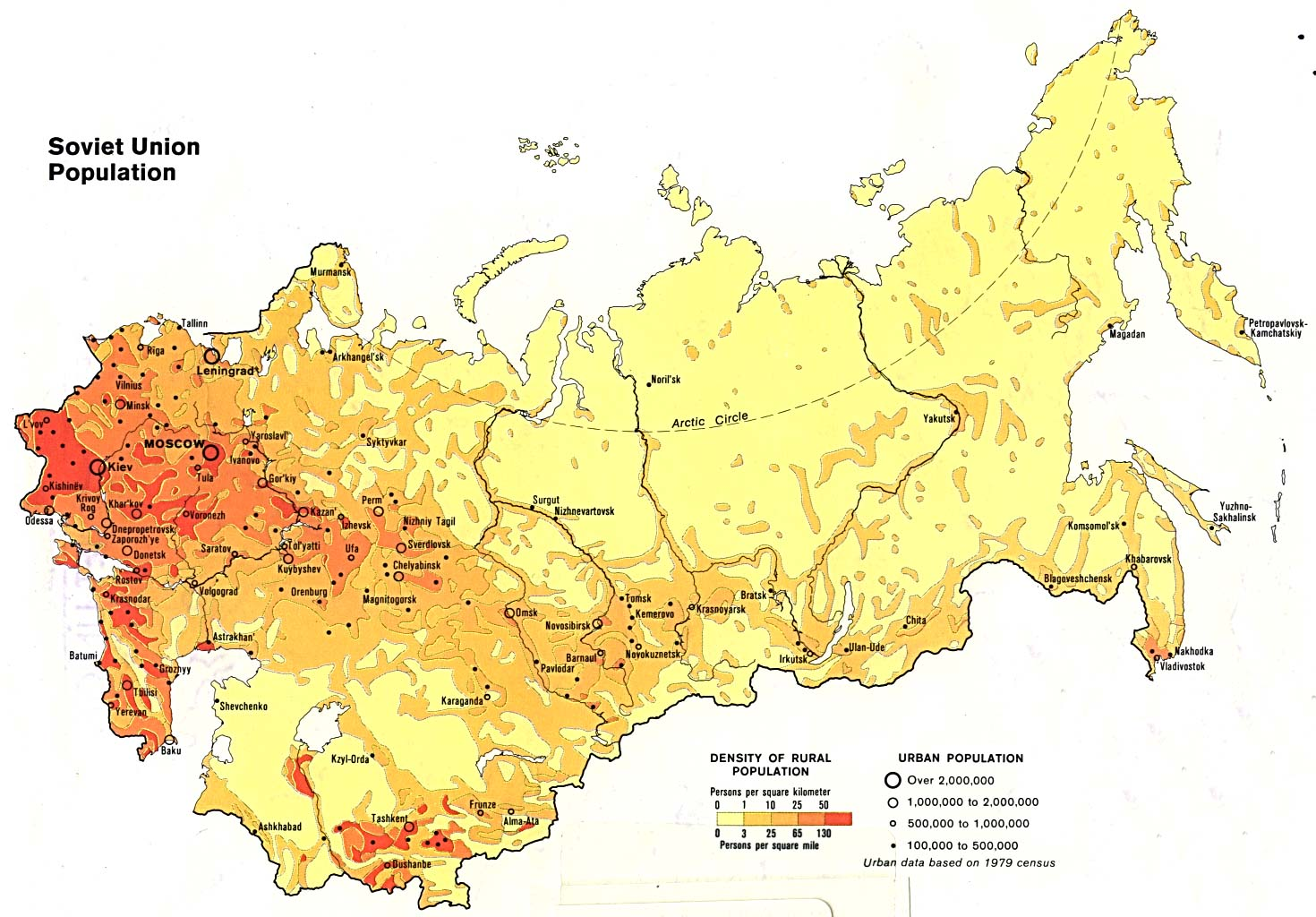
Bản đồ mật độ dân số đô thị và nông thôn Liên Xô 1982

## Các thành phố chính
Liên Xô có dân số 290 triệu người vào tháng 7 năm 1990, sau đó trở thành quốc gia đông dân thứ ba trên thế giới và trước Hoa Kỳ trong khoảng 40 triệu người.
| 1ª  | Moskva          | 8.769.000 |
| 2ª  | Leningrad       | 4.456.000 |
| 3ª  | Kiev            | 2.587.000 |
| 4ª  | Tashkent        | 2.073.000 |
| 5ª  | Baku            | 1.757.000 |
| 6ª  | Kharkiv         | 1.611.000 |
| 7ª  | Minsk           | 1.589.000 |
| 8ª  | Gorki           | 1.438.000 |
| 9ª  | Novosibirsk     | 1.436.000 |
| 10ª | Sverdlovsk      | 1.367.000 |
| 11ª | Tiflis          | 1.260.000 |
| 12ª | Kúibishev       | 1.257.000 |
| 13ª | Yerevan         | 1.199.000 |
| 14ª | Dniepropetrovsk | 1.179.000 |
| 15ª | Omsk            | 1.148.000 |
| 16ª | Chelyabinsk     | 1.143.000 |
| 17ª | Odesa           | 1.115.000 |
| 18ª | Donetsk         | 1.110.000 |
| 19ª | Kazan           | 1.094.000 |

## Các nhóm dân tộc
Các nhóm dân tộc được phân phối như sau: 75% Slav Nga, 12% Thổ Nhĩ Kỳ và 13% các dân tộc thiểu số khác. Nó có một lực lượng lao động gồm 152 triệu người, trong đó hơn 80% làm việc trong các hoạt động của ngành công nghiệp và 20% còn lại được phân phối trong các hoạt động nông nghiệp.
Tăng trưởng nhân khẩu học
Trong Chiến tranh thế giới thứ hai, Liên Xô đã mất khoảng 26 triệu người, nhưng điều này không ngăn cản mỗi năm phát triển ở hơn 2 triệu dân.

## Quốc tịch
Đế chế đa quốc gia rộng lớn mà những người Bolshevik được thừa hưởng sau cuộc cách mạng của họ được tạo ra bởi sự bành trướng của Sa hoàng trong gần bốn thế kỷ. Một số nhóm quốc gia tự nguyện gia nhập đế chế, nhưng đa số thống nhất với lực lượng. Nói chung, người Nga và phần lớn dân số không phải là người Nga của đế chế chia sẻ rất ít về văn hóa, tôn giáo và ngôn ngữ. Thường xuyên hơn không, hai hoặc nhiều quốc tịch đa dạng được đặt trong cùng một lãnh thổ. Do đó, sự đối kháng quốc gia đã phát triển trong những năm qua không chỉ chống lại người Nga, mà thường là giữa một số quốc gia chủ thể.
Trong gần bảy mươi năm, các nhà lãnh đạo Liên Xô đã duy trì rằng những xích mích giữa nhiều quốc tịch của Liên Xô đã bị xóa bỏ và Liên Xô bao gồm một gia đình các quốc gia sống hòa thuận với nhau. Tuy nhiên, sự lên men quốc gia làm rung chuyển mọi ngóc ngách của Liên Xô trong những năm 1980 đã chứng minh rằng bảy mươi năm cai trị của cộng sản đã không xóa bỏ sự khác biệt quốc gia và sắc tộc và các tôn giáo và văn hóa truyền thống sẽ xuất hiện lại với cơ hội nhỏ nhất. Thực tế này mà Mikhail Gorbachev và các đồng nghiệp của ông phải đối mặt có nghĩa là, vì ít tin tưởng vào việc sử dụng vũ lực truyền thống, họ phải tìm giải pháp thay thế để tránh sự tan rã của Liên Xô.
Những nhượng bộ được trao cho các nền văn hóa quốc gia và quyền tự chủ hạn chế được dung thứ trong các nước cộng hòa của Liên minh trong những năm 1920 đã dẫn đến sự phát triển của giới tinh hoa quốc gia và ý thức cao về bản sắc dân tộc. Sự đàn áp và Nga hóa sau đó đã kích động sự phẫn nộ chống lại sự thống trị của Moskva và thúc đẩy sự phát triển hơn nữa của ý thức quốc gia. Tình cảm quốc gia đã trở nên trầm trọng hơn ở quốc gia đa quốc gia Liên Xô khi cạnh tranh gia tăng về tài nguyên, dịch vụ và công việc.

## Các nhóm tôn giáo
Nhà nước đã được tách ra khỏi Giáo hội của các Nghị định của Hội đồng ủy nhân dân 23 tháng của năm 1923. Các số liệu chính thức cho số tín đồ tôn giáo ở Liên Xô không có sẵn vào năm 1989. Nhưng theo một số nguồn tin của Liên Xô và phương Tây, khoảng một phần ba người dân Liên Xô đã tuyên bố một số niềm tin tôn giáo. Kitô giáo và Hồi giáo chiến đấu hầu hết các tín đồ. Kitô hữu thuộc về một số giáo hội: chính thống giáo, có số lượng tín đồ lớn nhất; công giáo; Báp-tít và một số Giáo hội Tin lành khác. Có nhiều giáo hội ở đất nước này (7.500 Giáo hội Chính thống giáo Nga năm 1974). Phần lớn tín đồ của đức tin Hồi giáo là Sunni. Do Thái giáo cũng có nhiều tín đồ. Có những tôn giáo khác, được thực hành bởi một số ít tín đồ, bao gồm Phật giáo, Phật giáo Tây Tạng và Shaman giáo, một tôn giáo dựa trên chủ nghĩa tâm linh nguyên thủy. Vai trò của tôn giáo trong cuộc sống hàng ngày của công dân Liên Xô rất khác nhau. Vì các giáo điều tôn giáo Hồi giáo và các giá trị xã hội của người Hồi giáo có mối quan hệ mật thiết với nhau, nên tôn giáo dường như có ảnh hưởng lớn hơn đối với người Hồi giáo so với các Kitô hữu hoặc các tín đồ khác. Tuy nhiên, hai phần ba dân số Liên Xô không có tín ngưỡng tôn giáo. Gần một nửa số người, bao gồm các thành viên của CPSU và các quan chức chính phủ cấp cao, đã tuyên bố chủ nghĩa vô thần. Do đó, đối với hầu hết công dân Liên Xô, tôn giáo dường như không liên quan.

## Bảng kiểm duyệt theo chế độ cộng hòa và theo năm (trong hàng ngàn cư dân)
| Quốc gia/vùng lãnh thổ                          | 1959    | 1970    | 1979    | 1989    | 1990    | 1991    |
| ----------------------------------------------- | ------- | ------- | ------- | ------- | ------- | ------- |
| Liên Xô                                         | 208.827 | 241.720 | 262.436 | 286.731 | 288.624 | 290.077 |
| Cộng hòa Xã hội chủ nghĩa Xô viết Liên bang Nga | 117.534 | 130.079 | 137.551 | 147.400 | 148.041 | 148.543 |
| Cộng hòa Xã hội chủ nghĩa Xô viết Ukraina       | 41.869  | 47.126  | 49.755  | 51.707  | 51.839  | 51.944  |
| Cộng hòa Xã hội chủ nghĩa Xô viết Byelorussia   | 8.055   | 9.002   | 9.560   | 10.200  | 10.259  | 10.260  |
| Cộng hòa Xã hội chủ nghĩa Xô viết Uzbekistan    | 8.106   | 11.799  | 15.391  | 19.905  | 20.322  | 20.708  |
| Cộng hòa Xã hội chủ nghĩa Xô viết Kazakhstan    | 9.310   | 13.009  | 14.684  | 16.536  | 16.691  | 16.793  |
| Cộng hòa Xã hội chủ nghĩa Xô viết Gruzia        | 4.044   | 4.686   | 5.015   | 5.443   | 5.456   | 5.464   |
| Cộng hòa Xã hội chủ nghĩa Xô viết Azerbaijan    | 3.698   | 5.117   | 6.028   | 7.038   | 7.131   | 7.137   |
| Cộng hòa Xã hội chủ nghĩa Xô viết Litva         | 2.711   | 3.128   | 3.398   | 3.690   | 3.723   | 3.728   |
| Cộng hòa Xã hội chủ nghĩa Xô viết Moldavia      | 2.884   | 3.569   | 3.947   | 4.338   | 4.362   | 4.367   |
| Cộng hòa Xã hội chủ nghĩa Xô viết Latvia        | 2.093   | 2.364   | 2.521   | 2.680   | 2.687   | 2.681   |
| Cộng hòa Xã hội chủ nghĩa Xô viết Kirghizia     | 2.066   | 2.934   | 3.529   | 4.290   | 4.367   | 4.422   |
| Cộng hòa Xã hội chủ nghĩa Xô viết Tajikistan    | 1.980   | 2.900   | 3.801   | 5.109   | 5.248   | 5.358   |
| Cộng hòa Xã hội chủ nghĩa Xô viết Armenia       | 1.763   | 2.492   | 3.031   | 3.288   | 3.293   | 3.376   |
| Cộng hòa Xã hội chủ nghĩa Xô viết Turkmenia     | 1.516   | 2.159   | 2.759   | 3.534   | 3.622   | 3.714   |
| Cộng hòa Xã hội chủ nghĩa Xô viết Estonia       | 1.197   | 1.356   | 1.466   | 1.573   | 1.583   | 1.582   |

## Động lực dân số trong những năm 1970 và 1980
Các tỷ suất sinh thô ở Liên Xô trong suốt lịch sử của nó đã bị giảm - từ 44,0 phần nghìn trong 1.926-18,0 vào năm 1974, chủ yếu là do đô thị hóa và tăng độ tuổi trung bình của các cuộc hôn nhân. Tỷ suất chết thô đã giảm dần cũng - từ 23,7 phần nghìn trong 1926-8,7 vào năm 1974. Mặc dù tỷ lệ tử vong không khác biệt lớn giữa các khu vực của Liên Xô trong phần lớn lịch sử Liên Xô, tỷ lệ sinh ở các nước cộng hòa miền nam Ngoại Kavkaz và Trung Á cao hơn nhiều so với các khu vực phía bắc của Liên Xô, và trong một số trường hợp thậm chí còn tăng lên thời kỳ hậu Thế chiến II. Điều này một phần là do tốc độ đô thị hóa chậm hơn và những cuộc hôn nhân sớm theo truyền thống ở các nước cộng hòa ở miền Nam.
Do đó, chủ yếu là các trường hợp sinh khác biệt, với hầu hết các quốc tịch châu Âu đang chuyển sang mức sinh thay thế phụ và các quốc gia Trung Á và các quốc gia khác của các nước cộng hòa miền Nam có mức sinh cao hơn mức thay thế, tỷ lệ người Nga đang giảm dần. Theo một số kịch bản phương Tây của thập niên 1990, nếu Liên Xô ở lại với nhau, có khả năng người Nga sẽ mất vị thế đa số trong thập niên 2000 (thập kỷ). Sự khác biệt này không thể được bù đắp bằng cách đồng hóa người Nga không phải người Nga, một phần vì quốc tịch của các nước cộng hòa miền Nam duy trì ý thức dân tộc khác biệt và không dễ bị đồng hóa.
Cuối những năm 1960 và 1970 chứng kiến sự đảo ngược mạnh mẽ của con đường giảm tỷ lệ tử vong ở Liên Xô, và đặc biệt đáng chú ý ở những người đàn ông trong độ tuổi lao động và đặc biệt là ở Nga và các khu vực chủ yếu là Slav của đất nước. Mặc dù không phải là duy nhất ở Liên Xô (đặc biệt là Hungary cho thấy một mô hình tương tự như Nga), sự gia tăng tỷ lệ tử vong ở nam giới này, kèm theo sự gia tăng đáng kể về tỷ lệ tử vong ở trẻ sơ sinh vào đầu những năm 1970, đã thu hút sự chú ý của các nhà nhân khẩu học phương Tây và Các nhà Xô Viết thời đó.
Một phân tích về dữ liệu chính thức từ cuối những năm 1980 cho thấy sau khi trở nên tồi tệ vào cuối những năm 1970 và đầu những năm 1980, tình trạng tử vong ở người trưởng thành bắt đầu cải thiện trở lại. Đề cập đến dữ liệu trong hai thập kỷ kết thúc vào năm 1989-1990, trong khi lưu ý đến việc giảm tỷ lệ tử vong ở người cộng hòa ở các nước cộng hòa của Liên bang Xô viết trong những năm 1980, Ward Kingkade và Eduardo Arriaga đã mô tả tình huống này như sau: "Tất cả các nước thuộc Liên Xô cũ đã theo dõi Xu hướng phổ biến về tỷ lệ tử vong giảm do các bệnh truyền nhiễm được kiểm soát trong khi tỷ lệ tử vong do bệnh thoái hóa tăng lên. Điều đặc biệt ở các nước thuộc Liên Xô cũ và một số nước láng giềng Đông Âu là sự gia tăng tử vong sau đó do các nguyên nhân khác ngoài bệnh truyền nhiễm. Một đặc điểm khác biệt của trường hợp Liên Xô trước đây là sự hiện diện của mức độ tử vong cao bất thường do tai nạn và các nguyên nhân bên ngoài khác,thường liên quan đến chứng nghiện rượu."
Tỷ lệ tử vong trẻ sơ sinh gia tăng ở Liên Xô trong những năm 1970 đã trở thành chủ đề của nhiều cuộc thảo luận và tranh luận giữa các nhà nhân khẩu học phương Tây. Tỷ lệ tử vong ở trẻ sơ sinh (IMR) đã tăng từ 24,7 năm 1970 lên 27,9 vào năm 1974. Một số nhà nghiên cứu coi sự gia tăng tỷ lệ tử vong ở trẻ sơ sinh là thực tế, hậu quả của tình trạng sức khỏe và dịch vụ ngày càng tồi tệ. Những người khác coi nó phần lớn là một vật phẩm báo cáo cải thiện về tử vong ở trẻ sơ sinh, và nhận thấy sự gia tăng tập trung ở các nước cộng hòa Trung Á nơi cải thiện phạm vi và báo cáo về sinh và tử vong có thể có tác dụng lớn nhất trong việc tăng tỷ lệ được công bố.
Tỷ lệ tử vong ở người trưởng thành và tỷ lệ tử vong ở trẻ sơ sinh không được giải thích hoặc bảo vệ bởi các quan chức Liên Xô tại thời điểm đó. Thay vào đó, họ chỉ đơn giản dừng xuất bản tất cả các số liệu thống kê tỷ lệ tử vong trong mười năm. Các nhà nhân khẩu học và chuyên gia y tế của Liên Xô vẫn im lặng về việc tăng tỷ lệ tử vong cho đến cuối những năm 1980 khi công bố dữ liệu về tỷ lệ tử vong được tiếp tục và các nhà nghiên cứu có thể đi sâu vào các khía cạnh thực tế và giả tạo của việc tăng tỷ lệ tử vong được báo cáo. Khi các nhà nghiên cứu này bắt đầu báo cáo những phát hiện của họ, họ chấp nhận sự gia tăng tỷ lệ tử vong ở nam giới trưởng thành là có thật và tập trung nghiên cứu vào việc giải thích nguyên nhân và tìm giải pháp. Ngược lại, các cuộc điều tra về sự gia tăng tỷ lệ tử vong ở trẻ sơ sinh được báo cáo đã kết luận rằng trong khi sự gia tăng được báo cáo ở IMR[ phần lớn là một sự giả tạo về báo cáo cải thiện về tử vong trẻ sơ sinh ở các nước cộng hòa Trung Á, thì mức độ thực tế ở khu vực này cao hơn nhiều so với báo cáo chính thức Theo nghĩa này, sự gia tăng tỷ lệ tử vong ở trẻ sơ sinh ở Liên Xô nói chung là một sự giả tạo của báo cáo thống kê được cải thiện, nhưng phản ánh thực tế về mức độ tử vong trẻ sơ sinh thực tế cao hơn nhiều so với trước đây được công nhận trong thống kê chính thức.
Như chuỗi dữ liệu chi tiết cuối cùng được công bố vào cuối những năm 1980 cho thấy, IMR được báo cáo cho Liên Xô đã tăng từ 24,7 năm 1970 lên đến đỉnh điểm 31,4 vào năm 1976. Sau đó, IMR giảm dần và đến năm 1989 nó đã giảm đến 22,7, thấp hơn so với báo cáo trong bất kỳ năm nào trước đó (mặc dù gần với con số 22,9 năm 1971). Năm 1989, IMR dao động từ mức thấp 11,1 trong Latvia Xô viết đến mức cao 54,7 trong Cộng hòa Xã hội chủ nghĩa Xô viết Turkmenia.
Nghiên cứu được thực hiện sau khi Liên Xô tan rã cho thấy tỷ lệ tử vong được báo cáo ban đầu đánh giá rất thấp tỷ lệ thực tế, đặc biệt là tỷ lệ tử vong ở trẻ sơ sinh. Điều này đã được thể hiện cho các nước cộng hòa Ngoại Kavkaz và Trung Á.